# Acktjärnen (Ovanåkers socken, Hälsingland)
Acktjärnen är en sjö i Ovanåkers kommun i Hälsingland och ingår i Ljusnans huvudavrinningsområde. Sjön är 2 meter djup, har en yta på 0,0704 kvadratkilometer och är belägen 154,1 meter över havet.
Acktjärnen ligger i Sässmanområdet Natura 2000-område.

## Delavrinningsområde
Acktjärnen ingår i det delavrinningsområde (680522-150185) som SMHI kallar för Utloppet av Acktjärn. Medelhöjden är 192 meter över havet och ytan är 5,3 kvadratkilometer. Det finns inga avrinningsområden uppströms utan avrinningsområdet är högsta punkten. Vattendraget som avvattnar avrinningsområdet har biflödesordning 3, vilket innebär att vattnet flödar genom totalt 3 vattendrag innan det når havet efter 89 kilometer. Avrinningsområdet består mestadels av skog (34 procent), öppen mark (11 procent) och jordbruk (38 procent). Avrinningsområdet har 0,05 kvadratkilometer vattenytor vilket ger det en sjöprocent på 1 procent. Bebyggelsen i området täcker en yta av 0,54 kvadratkilometer eller 10 procent av avrinningsområdet.